# Anthemis hydruntina
Anthemis hydruntina là một loài thực vật có hoa trong họ Cúc. Loài này được H. Groves mô tả khoa học đầu tiên năm 1885.